# Забіла Наталя Львівна
Ната́ля Льв́івна Забі́ла (нар. 20 лютого (5 березня) 1903, Санкт-Петербург — 6 лютого 1985, Київ) — українська поетеса, прозаїк, драматург.

## Родина
Народилася у дворянській родині з великими мистецькими традиціями. Серед її предків — поет-романтик Віктор Забіла. Дід поетеси Пармен Забелло — скульптор. Батьки Наталі вчилися в художньому училищі Штігліца.

## Біографічні дані
Народилася в 1903 році в Санкт-Петербурзі в дворянській сім'ї. Її батько був сином академіка-скульптора Пармена Забіли і троюрідним племінником українського поета, друга Тараса Шевченка, Віктора Забіли. Рідна тітка батька була дружиною українського художника Миколи Ге.
У сім'ї було семеро дітей: четверо сестер і троє братів. Усі вони виховувалися в атмосфері захоплення художнім словом, музикою, живописом. Мати щоночі перед сном напам'ять читала їм вірші та казки. У родині з дитинства привчали дітей малювати, складати вірші, придумувати казки.
1917 року сім'я переїздить до України й оселяється у невеличкому селищі Люботині (нині Харківської області). Батько залишився в Петербурзі, тому старшим дітям довелося працювати, щоб вижити.
Дівчинка зростала в творчій атмосфері і це, певна річ, вплинуло на її розвиток і художні смаки. Вона багато читала, зокрема твори Тараса Шевченка, і вже в дитинстві намагалася писати вірші.
Наталя закінчує прискорений курс гімназії, працює на різних посадах, кілька років вчителює в селі Старий Люботин (нині частина Люботина) під Харковом. Роки вчителювання багато дали майбутній письменниці: вона дістала чимало безпосередніх вражень про учнівське життя, навчилася бачити в кожному малюку особистість.
1925 року Наталя Забіла закінчила історичне відділення Харківського інституту народної освіти. Ще в студентські роки Наталя пише твори для дітей, прозу та поезію.
1924 року в Кам'янці-Подільському в газеті «Червоний кордон» її чоловік Сава Божко надрукував перший вірш Наталі на тематичній сторінці «Війна — війні».
Після закінчення інституту працювала в редакції журналу «Нова книга», в Українській книжковій палаті.
1926 року вийшла перша книжка її поезій «Далекий край», а 1927 року — перша книжка для дітей — оповідання «За волю» та «Повість про Червоного звіра».
Видавши 1928 року віршоване оповідання для малюків «Про маленьку мавпу», Наталя Забіла твердо стає на шлях творення дитячої літератури. І хоч час від часу у неї виходять книги й для дорослого читача, твори для дітей стають її покликанням, щоденною турботою і з часом приносять їй заслужений успіх. 1930 року вона остаточно переходить на творчу працю, маючи вже десяток — хай здебільшого й невеличких за обсягом — книжок. Понад половини з тих поетичних і прозових збірочок адресовані юному читачеві: «Пригоди з автобусом» (1928), «У морі» (1929), «Про Тарасика й Марисю» (1930), «Ясоччина книжка» (1934). Пізніше, вже в повоєнний час, вона випустила кілька ліричних збірок поезії для дорослих.
У роки війни Наталя Забіла жила й працювала в Казахстані. Повернувшись до України, очолювала Харківську письменницьку організацію, до 1947 року редагувала журнал «Барвінок». Близько двохсот книжок для дітей, переважно для дошкільного та молодшого шкільного віку, видала Наталя Забіла за час своєї літературної діяльності. Великою популярністю у юних читачів користуються збірки: «Під ясним сонцем» (1949), «Веселим малюкам» (1959), «У широкий світ» (1960), «Оповідання, казки, повісті» (1962), «Стояла собі хатка» (1974), «Рідний Київ» (1977, 1982), а також «Вибрані твори» в чотирьох томах (1984).

## Творчий доробок
Творчий доробок Наталі Забіли характеризується різноманітністю тем і жанрів. Не випадково український поет Валентин Бичко назвав її творчість «материнською піснею, цікавою, барвистою, розумною, клопіткою, дбайливою».
1938 року зробила віршований поетичний переказ «Слова про Ігорів похід».
Просто і дохідливо розповіла письменниця малюкам про життя наших далеких предків у п'єсі-фантазії «Перший крок» (1968) та у драматичній поемі «Троянові діти» (1971) про засновників Києва — братів Кия, Щека, Хорива та їхню сестру Либідь, присвятивши її 1500-річчю заснування Києва. 1972 року ці твори відзначено літературною премією імені Лесі Українки (стала першим лауреатом цієї премії).
Поетеса широко відома як перекладач і популяризатор в Україні дитячої літератури інших народів. Плідно працювала і в галузі перекладу з французької, польської та інших мов. Твори письменниці перекладено багатьма мовами.

Наталя Забіла. Тракторобуд. 1933.

Крім того, Наталя Забіла була автором підручників «Читанка» для другого класу (1933) і «Читанка» для третього класу (1939), які перевидавалися кілька разів.
Забіла вела велику громадську роботу. Протягом багатьох років була головою комісії дитячої літератури у Спілці письменників України, членом редколегії дитячих журналів, редакційної ради Дитвидаву, виступала на письменницьких з'їздах і нарадах із питань дитячої літератури як критик і літературознавець.
Однією з найкращих книжок Наталі Забіли є цикл віршованих оповідань «Ясоччина книжка» (1934).
Відома також її творча спадщина, до якої входить серйозна філософська та інтимна, подекуди еротична лірика.
У радянському літературознавстві про це намагалися замовчувати, видаючи письменницю за суто дитячу (як у випадку з Оленою Пчілкою).
Її «дорослий доробок» — це поетична збірка «Три чверті віку» (К.: Дніпро, 1978).
У житті Забіла виявилася набагато активнішою й енергійнішою і жінкою, і коханкою, адже у неї було безліч кавалерів, шанувальників і коханців. Юрій Смолич писав: «Наталка була „свободолюбна“, її коханці не мали ліку, і перший її коханець був у неї, коли їй сповнилось лише шістнадцять років. Вона сприймала кохання тільки як кохання, і ніколи не будувала з кохання ніяких мук і гризот».
Смолич і Забіла спілкувалися відверто і знали про незчисленні романи один одного. Та в одному — ціна дівочої цноти — вони так і не зійшлися: «Наталка засміялась і махнула рукою: — Повірте, Юро, про це думають тільки мужчини, жінки ніколи не сушать собі голову над цим. Єрунда! Віддати свою незайманість, кохаючи, — радість. Для жінки, що кохає, тут немає ніяких проблем. Це ви вигадуєте проблеми. — Я не погодився з Наталкою, не згодний і досі».

## Смерть
Померла у Києві 6 лютого 1985 року у віці 82 років. Похована на Байковому кладовищі (ділянка № 9).

## Твори для дітей
- Під дубом зеленим: [Казки за народними сюжетами]. К.: Молодь, 1954. 56 с.
- У широкий світ: [Вибрані твори]. К.: Дитвидав, 1960. 183 с.
- Дивовижні пригоди хлопчика Юрчика та його діда, 1965
- Твори в чотирьох томах. К.: Веселка, 1973.
- Веселим малюкам: Вірші. К.: Веселка, 1980. 86 с.
- Троянові діти: Драматична поема. К.: Веселка, 1982. 101 с.
- Вибрані твори: У 4 т. Вірші, казки, загадки. Т. 1. Веселим малюкам. К.: Веселка, 1983. 239 с.
- Вибрані твори: У 4 т. Вірші, казки. Т. 2. У широкій світ. К.: Веселка, 1983. 207 с.
- Вибрані твори: У 4 т. Оповідання, казки, повість. Т. 3. В казках і в житті. К.: Веселка, 1984. 319 с.
- Вибрані твори: У 4 т. П'єси. Т. 4. Завісу відкрито. К.: Веселка, 1984. 248 с.
- Яссочина книжка: Оповідання. 4-е вид. К.: Веселка, 2000. 28 с.
- Стояла собі хатка. К.: Махаон-Україна, 2001. 18 с.

## Твори
- Три чверті віку. К.: Дніпро, 1978.

### Еротична та любовна лірика Наталі Забіли
- Наталя Забіла. «Чорним оком дивиться печера…» (аудіозапис): https://www.youtube.com/watch?v=4tm9vleU35c
- Наталя Забіла. «Один вечір» (аудіозапис): https://www.youtube.com/watch?v=lwDwSKgaYvE
- Наталя Забіла. «Чорним оком дивиться печера…» // Сяйво білого тіла: Антологія української еротичної поезії. Київ: Факт, 2008. С. 203—206 :https://chtyvo.org.ua/authors/Zabila_Natalia/Siaivo_biloho_tila_Antolohiia_ukrainskoi_erotychnoi_poezii/ [Архівовано 20 травня 2022 у Wayback Machine.]

## Вшанування пам'яті
- 1963 року відзначена орденом Трудового Червоного Прапора.
- 1988 року засновано Літературну премію імені Наталі Забіли редакцією відомого популярного дитячого журналу «Малятко» за найкращий літературний твір та найкраще ілюстрування.
- У січні 2013 у Верховній Раді України зареєстровано законопроєкт про відзначення 110-річчя з дня народження Наталі Забіли заснуванням державної премії за твори для дітей.
- У місті Люботині одну з вулиць названо її ім'ям.
- У місті Київ 4 листопада 2021 року на її честь було перейменовано вулицю, котра до того носила ім'я грузинського більшовика Цулукідзе.
- У журналі «Перець» № 6 за 1978 р. розміщено дружній шарж А. Арутюнянца з нагоди 75-річчя Н. Забілої[5][6][7].